# Grotta di Saint-Marcel
La Grotta di Saint-Marcel (in francese Grotte de Saint-Marcel) è un complesso di caverne che si trova nella Francia sud-orientale. La grotta si trova vicino al villaggio di Bidon.

## Storia
L'ingresso naturale della grotta fu scoperto nel 1838 da un cacciatore di Aiguèze all'inseguimento della sua selvaggina.  La grotta ricade sotto la tutela dei monumenti naturali perché sono state rinvenute tracce di vita preistorica.
Nel XIX e all'inizio del XX secolo la grotta fu visitata da speleologi e scienziati guidati da guide esperte, tra cui lo speleologo francese Édouard-Alfred Martel, considerato il fondatore della speleologia contemporanea.
Nel 1989 la grotta è stata aperta al grande pubblico. L'ingresso naturale è stato chiuso ed ora i visitatori raggiungono la parte della grotta resa accessibile alla visione attraverso un tunnel lungo 120 metri.